# Crooklyn
Pour plus de détails, voir Fiche technique et Distribution.
Crooklyn est un film américain réalisé par Spike Lee, sorti en 1994.
Il s'agit d'un film semi-autobiographique pour Spike Lee, qui coécrit le scénario avec ses sœurs Cinqué Lee et Joie Lee.

## Synopsis
À Bedford-Stuyvesant (Brooklyn) en 1973, Carolyn Carmichael, femme amoureuse et mère attentionnée, se bat pour faire régner l'harmonie dans sa maisonnée de cinq enfants. La tâche est ardue, et son mari Woody, jazzman buté, son unique fille de 10 ans Troy et ses 4 fainéants de fils doivent faire preuve de beaucoup d'humour devant des ennuis à répétition...
Un été, Troy est envoyée en vacances chez sa tante qu'elle déteste. Elle passe malgré tout un mois heureux avec sa cousine, elles deviennent toutes les deux très proches. Le jour de son anniversaire, Troy exprime le souhait de rentrer chez elle. Sa tante finit par céder, sous les instances de son mari. Troy est donc accueillie a l'aéroport par son autre tante et son oncle, qui l'emmènent à l'hôpital car Carolyn est tombée malade. Woody ramène les enfants à Bed-Stuy, et le lendemain, ils apprennent que Carolyn est atteinte d'un cancer. Peu de temps après, elle décède. Au départ déprimée, Troy se ressaisit et reprend les rênes de la maison.

## Fiche technique
Sauf indication contraire, les informations mentionnées dans cette section peuvent être confirmées par la base de données cinématographiques IMDb,  présente dans la section « Liens externes ».
- Titre : Crooklyn
- Réalisation : Spike Lee
- Scénario : Joie Lee, Cinqué Lee et Spike Lee, d'après une histoire de Joie Lee
- Musique : Terence Blanchard
- Photographie : Arthur Jafa
- Costumes : Ruth E. Carter
- Production : Spike Lee
- Sociétés de production : Universal Pictures, 40 Acres & A Mule Filmworks & Child Hood
- Société de distribution : Universal Pictures
- Pays :  États-Unis
- Langue : anglais
- Format : Couleur - 1,66:1 - 35 mm / son : DTS
- Budget : 14 millions de dollars
- Genre : Comédie dramatique
- Dates de sortie[1] :

 États-Unis : 13 mai 1994
 France : 15 novembre 1995

## Distribution
- Alfre Woodard (VF : Maïk Darah) : Carolyn Carmichael
- Delroy Lindo (VF : Thierry Desroses) : Woody Carmichael
- Zelda Harris : Troy Carmichael
- Carlton Williams (VF : Christophe Lemoine) : Clinton Carmichael
- Sharif Rashed : Wendell Carmichael
- Tse-Mach Washington (VF : Hervé Grull) : Joseph Carmichael
- Christopher Knowings : Nate Carmichael
- José Zúñiga (VF : Daniel Russo) : Tommy La La
- David Patrick Kelly (VF : Michel Mella) : Tony Eyes / Jim
- Frances Foster : Tante Song
- Norman Matlock (VF : Sady Rebbot) : Clem
- Patriece Nelson : Viola
- Vondie Curtis-Hall (VF : Tola Koukoui) : Oncle Brown
- Tiasha Reyes : Minnie
- Joie Lee (VF : Martine Maximin) : Tante Maxine (non créditée)
- Isaiah Washington : Vic
- Spike Lee : Snuffy
- Bokeem Woodbine : Richard

## Production
Spike Lee est à l'époque en contrat avec Universal Pictures, qui a la priorité sur les projets du réalisateur-scénariste. Crooklyn est validé en mars 1993. Spike Lee coécrit le scénario avec ses sœurs Cinqué Lee et Joie Lee et s'inspire de leur enfance. Le script avait initialement été développé comme pilote d'une future série télévisée pour Nickelodeon. Il est finalement refusé et retravaillé en long métrage. Après des années de travail acharné et de controverses après Malcolm X (1992), Spike Lee voulait faire un film à plus petite échelle et avec un ton plus léger.
Le film marque les débuts de Bokeem Woodbine.
Le tournage a lieu de juin à septembre 1993 à Brooklyn, notamment dans le quartier de Bedford-Stuyvesant.

## Bande originale
La bande originale du film a été commercialisée par MCA Records en deux volumes sortis en 1995. Ces albums contiennent des chansons célèbres des années 1970, à l'exception de People Make the World Go Round de Marc Dorsey et Crooklyn du groupe The Crooklyn Dodgers (composé des rappeurs Buckshot, Masta Ace et Special Ed). Hey Joe de The Jimi Hendrix Experience apparaît dans le film mais sur aucun des albums.

### Volume 1
| 1.  | Crooklyn                                | The Crooklyn Dodgers   | 4:32 |
| 2.  | Respect Yourself                        | The Staple Singers     | 4:53 |
| 3.  | Everyday People                         | Sly & the Family Stone | 2:19 |
| 4.  | Pusherman                               | Curtis Mayfield        | 5:02 |
| 5.  | Thin Line Between Love and Hate         | The Persuaders         | 3:24 |
| 6.  | El Pito (I'll Never Go Back to Georgia) | Joe Cuba               | 5:32 |
| 7.  | ABC                                     | The Jackson Five       | 2:58 |
| 8.  | Oh Girl                                 | The Chi-Lites          | 3:47 |
| 9.  | Mighty Love                             | The Spinners           | 4:57 |
| 10. | Mr. Big Stuff                           | Jean Knight            | 2:46 |
| 11. | Ooh Child                               | The Five Stairsteps    | 3:17 |
| 12. | Pass the Peas                           | The JBs                | 3:11 |
| 13. | Time Has Come Today                     | The Chambers Brothers  | 4:54 |
| 14. | People Make the World Go Round          | Marc Dorsey            | 5:06 |

### Volume 2
| 1.  | People Make the World Go Round      | The Stylistics                 | 6:22 |
| 2.  | Signed, Sealed, Delivered I'm Yours | Stevie Wonder                  | 2:38 |
| 3.  | Bra                                 | Cymande                        | 5:02 |
| 4.  | I'm Stone in Love with You          | The Stylistics                 | 3:17 |
| 5.  | Everybody Is a Star                 | Sly & the Family Stone         | 3:00 |
| 6.  | Never Can Say Goodbye               | The Jackson Five               | 2:56 |
| 7.  | Soul Power                          | James Brown                    | 4:23 |
| 8.  | Soul Makossa                        | Manu Dibango                   | 4:25 |
| 9.  | La-La (Means I Love You)            | The Delfonics                  | 3:19 |
| 10. | I'll Take You There                 | The Staple Singers             | 4:31 |
| 11. | Puerto Rico                         | Eddie Palmieri                 | 6:57 |
| 12. | Theme from Shaft                    | Isaac Hayes                    | 3:19 |
| 13. | Tears of a Clown                    | Smokey Robinson & The Miracles | 3:03 |
| 14. | I Can See Clearly Now               | Johnny Nash                    | 2:41 |